# Flexicurva

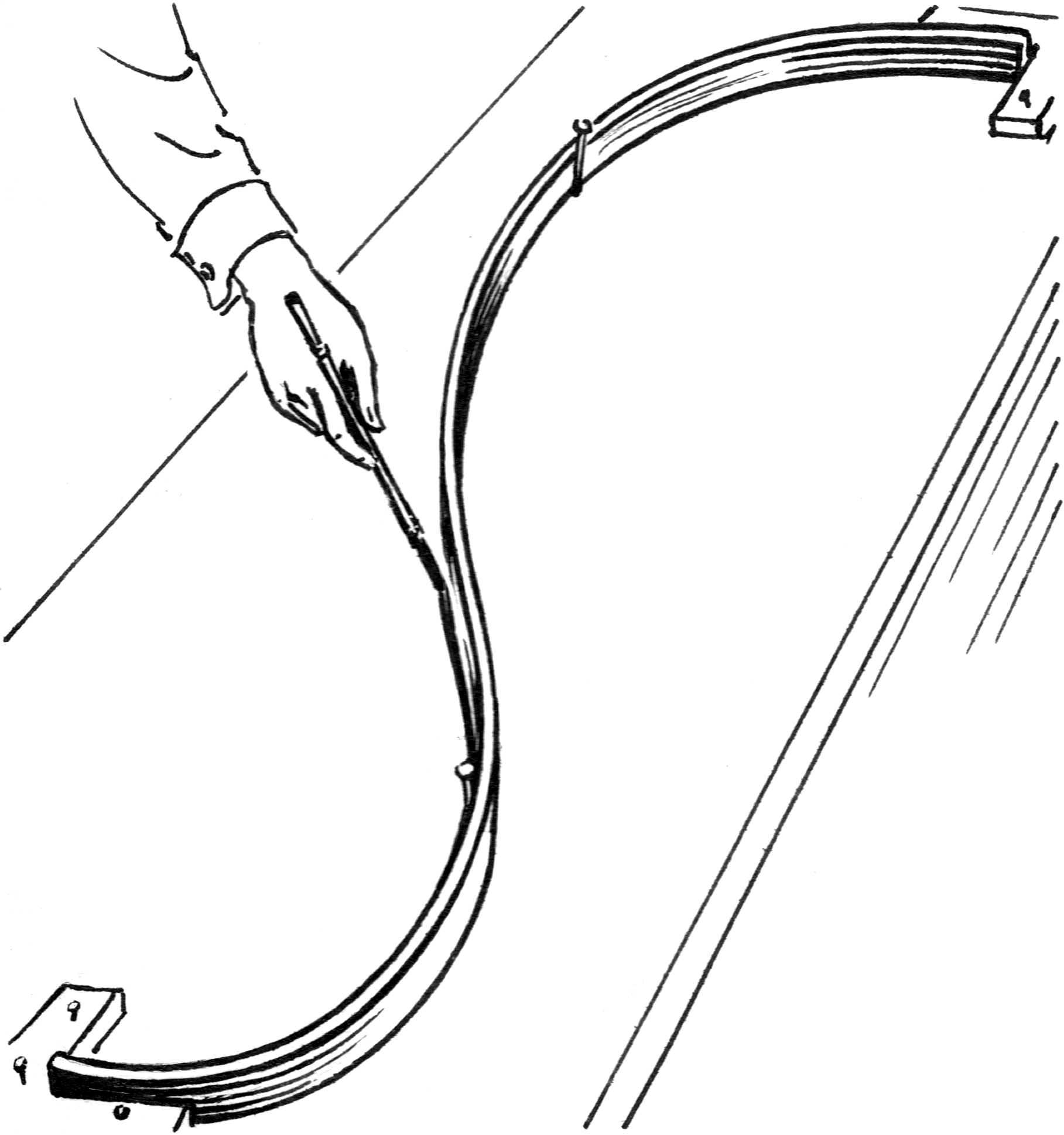
Flexicurva

Una flexicurva o curva flexible (también denominada frecuentemente en español con la palabra inglesa spline, por su relación con este tipo de curvas) es un elemento largo y flexible, tradicionalmente utilizado como utensilio de diseño para dibujar curvas suaves que pasan por una serie de puntos dados (normalmante de un plano).

## Etimología
Una posible aunque no confirmada etimología inglesa podría conectar el término spline con el trabajo de la madera a través de la palabra "splinter" (astilla). El uso del vocablo está documentado desde 1756.

## Desarrollo histórico

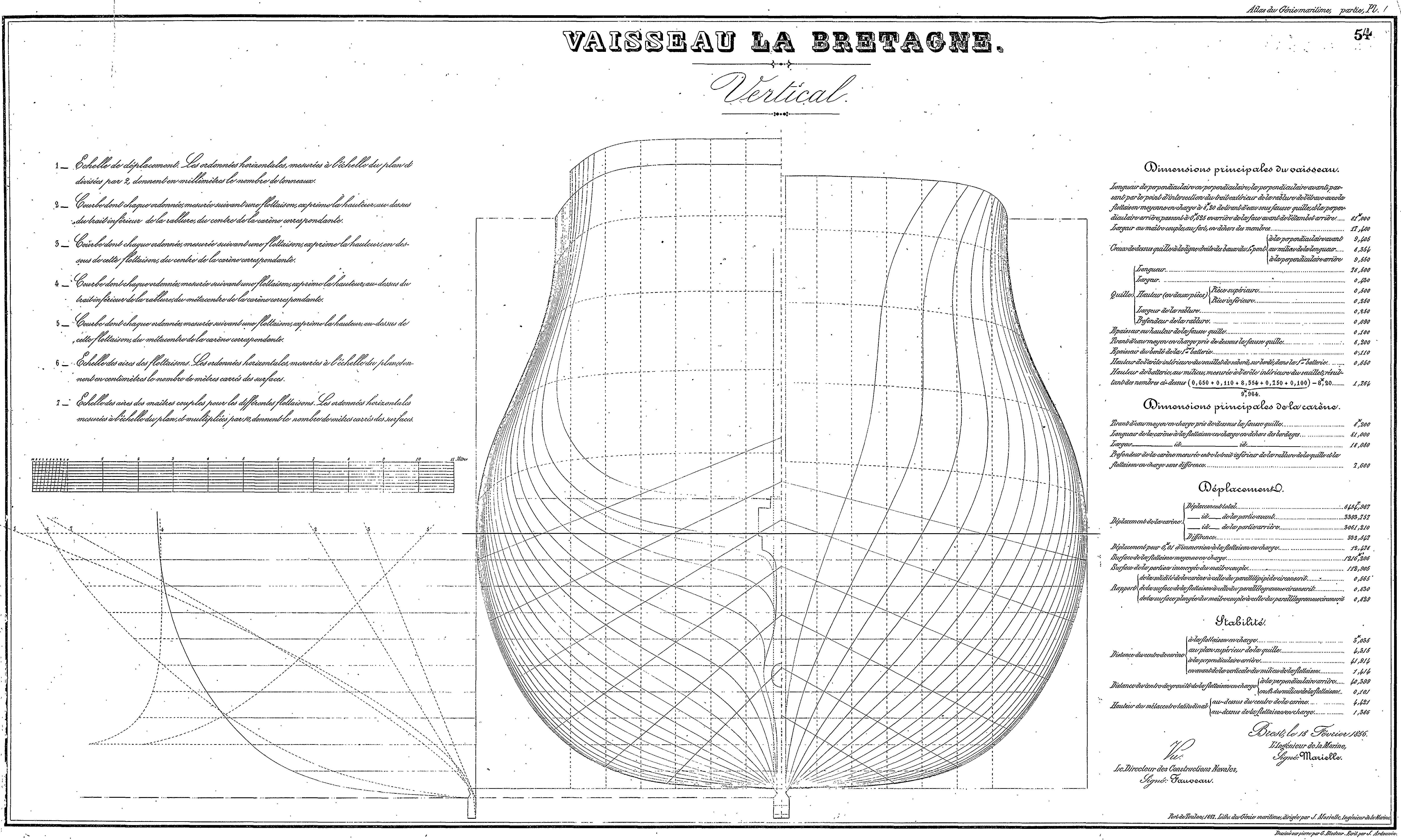
Un plano del casco del buque "La Bretagne" (1855), en el que se puede apreciar el detallado trabajo de delineación de numerosas curvas trazadas a mano utilizando plantillas

Antes de que se generalizase el uso de los ordenadores, se utilizaba el dibujo técnico para crear diseños de ingeniería, valiéndose de instrumentos manuales para la rotulación de los planos. Para dibujar curvas (especialmente en la construcción naval) se utilizaron durante años listones delgados y flexibles de madera como curvas flexibles (en español se ha extendido en el vocabulario técnico el uso de la palabra inglesa "spline"), que se fijaban a los puntos de paso prefijados utilizando pesas de plomo.
Con posterioridad a los listones de madera se extendió el uso de curvas flexibles de goma, acero, y de otros materiales elastoméricos.
En 1946 los matemáticos comenzaron a estudiar la forma de estas curvas, y dedujeron la fórmula polinómica por tramos entre puntos de paso conocidas como curvas spline, o funciones spline. Esto ha llevado al uso generalizado de tales funciones en el diseño asistido por ordenador, especialmente en la geometrización de las superficies de los automóviles. El matemático de origen rumano Isaac Jacob Schoenberg (1903-1990) dio el nombre de spline a esta función, debido al parecido conceptual de sus curvas con el utensilio utilizado por los delineantes.

## Funcionamiento
La elasticidad del material de la cinta combinada con el ajuste de los puntos de control o nodos, hace que la cinta tome la forma que minimiza la energía necesaria para doblarse entre los puntos fijos, siendo esta la forma posible de menor curvatura.

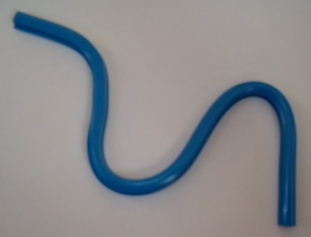
Flexicurva moderna

Es posible fabricar una curva flexible utilizando un listón plano de plástico delgado y flexible o un tubo de goma. El tubo o cinta es entonces colocado sobre un papel de dibujo, ajustándolo mediante unas pesas de plomo con ganchos a una serie de cruces que marcan los nodos o puntos de control.
Las flexicurvas más modernas se diferencian de las curvas elásticas tradicionales en que son plásticas, es decir, conservan las deformaciones que se les aplican (son una actualización de otro utensilio tradicional, la plantilla de Lesbos). Esto permite ajustar la flexicurva al patrón de puntos (que pueden estar simplemente dibujados), con la ventaja de que a continuación se puede trasladar la figura al modelo, cosa que con una curva elástica tradicional no es posible (dado que sólo conserva la forma buscada mientras es obligada a pasar por los puntos de control). 

## Otros usos
- Este procedimiento permite doblar la madera para la fabricación artesanal de guitarras, pianos, violines, violas, y otros instrumentos musicales de madera. Los hermanos Wright utilizaron este tipo de curvas para dar forma a las alas de su aeronave.